# Bupleurum veronense
Bupleurum veronense là một loài thực vật có hoa trong họ Hoa tán. Loài này được Turra mô tả khoa học đầu tiên năm 1780.